# Лебедев, Пантелеймон Дмитриевич
Лебедев Пантелеймон Дмитриевич (1906, Архангельск — 1975, Москва) — специалист в области теплоэнергетики, доктор технических наук, заслуженный деятель науки и техники РСФСР, декан факультета промышленной теплоэнергетики МЭИ, профессор, зав. кафедры сушильных и теплообменных установок (СТУ) (1956—1971).

## Биография
Пантелеймон Дмитриевич Лебедев родился в 1906 году в Архангельске.
С 18 лет пошел работать, одновременно учился в Архангельском индустриальном техникуме. В 1924—1934 годах работал в лесотехнической, судостроительной, автомобильной промышленности, на стройках. По окончании техникума поступил и в 1934 году окончил Московский энергетический институт.
Продолжил учебу в аспирантуре, в 1939 году защитил кандидатскую диссертацию на тему «Теплофизические исследования процессов сушки материалов инфракрасными лучами». Работал доцентом в МЭИ, вел педагогическую деятельность.
В 1953 году окончил докторантуру МЭИ, защитил докторскую диссертацию, в которой был представлен теоретический и практический материал по терморадиационной сушке.
В 1952 году в МЭИ был открыт факультет промышленной теплоэнергетики, деканом факультета стал доктор технических наук П. Д. Лебедев. В 1956 году в институте была создана кафедра сушильных и теплообменных устройств, которая выделилась от кафедры промышленной теплоэнергетики. Заведующим новой кафедрой СТУ стал профессор Лебедев П. Д., он руководил ею до 1971 года.
В 1962 году на кафедре СТУ началась подготовка инженеров по специальности «Машины и аппараты по кондиционированию воздуха». Для обучения студентов Лебедевым были написаны учебники: «Теплообменные, сушильные и холодильные установки», «Расчет и проектирование сушильных установок», учебное пособие «Сушильные установки» (совм. с Г. К Филоненко), «Сушка инфракрасными лучами», «Промышленная теплотехника» (совм. с А. А. Щукиным).
Под руководством П. Д. Лебедева было подготовлено и защищено около 30 кандидатских и докторских диссертаций.
Одновременно с работой на кафедре, П. Д. Лебедев в разное время работал председателем комиссии по тепло- и массообмену в процессах сушки Научного совета при Государственном Комитете по науке и технике, начальником Главного управления политехнических и машиностроительных вузов, председателем Научно-технического совета при Совете Министров СССР по проблеме «Тепло- и массообмен в промышленных установках», состоял в редакции издательства «Энергия».
Похоронен на Калитниковском кладбище.

## Труды
Лебедев П. Д. является автором около 60 научных работ. Среди них:
- Фабрично-заводская теплотехника. М.-Л. Госэнергоиздат. 1948.
- Расчет и проектирование сушильных установок. М.-Л. Госэнергоиздат. 1963.
- Промышленная теплоэнергетика. М. 1963.
- Сушка древесины в жидких средах/ П. Д. Лебедев, А. И. Зуев. Москва ; Ленинград : Госэнергоиздат, 1957.